# Surawich Logarwit
Surawich Logarwit (tiếng Thái: สุรวิทย์ โลกาวิทย์, sinh ngày 11 tháng 2 năm 1993) là một cầu thủ bóng đá từ Thái Lan. Anh hiện tại thi đấu cho Chiangmai ở Thai League 2 ở vị trí hậu vệ.